# كأس النرويج 1961
كأس النرويج 1961 (بالنرويجية: Norgesmesterskapet i fotball for menn 1961)‏ هو الموسم 56 من كأس النرويج. أشرف على تنظيمه اتحاد النرويج لكرة القدم، وفاز فيه نادي فريدريكستاد.